# A129 망구스타
아구스타 A129 망구스타(몽구스 - 코브라의 천적, 2007년 6월부터 AW129)는 이탈리아 아구스타(아구스타웨스트랜드의 부분)에 의해 제조된 공격 헬기이다. 이것은 전적으로 서유럽에서 설계되고 생산된 최초의 공격헬기이다. 터키항공우주산업(TAI) T-129는 AW129의 개조 버전이고, 그 개발이 현재 TAI 책임하에 시행되고 있다.

## 개발
A129 망구스타는 이탈리아 육군에 대전차 공격헬기를 제공하기 위해 개발되었다. 부가된 화력과 업그레이드된 항공전자장비를 갖춘 저렴한 가격의 A129 인터내셔널 수출 버전이 있다. A129의 설계는 1978년 시작되었다. 망구스타 시제기 5기가 1983년 공식 초도비행을 수행했고, 1986년 5번째 시제기가 첫 비행을 했다.
A129는 대장갑전, 무장정찰, 지상공격, 호위, 화력지원 그리고 대공전 역할에 사용할 수 있다. 대전차전 역할에는 헬파이어, 토우, 스파이크-ER 미사일을 혼합 휴대할 수 있다. 또한 A129는 70mm 또는 81mm 비유도 로켓과 기수(機首) 아래 총좌에 설치된 삼포신 20mm 기관포를 장착할 수 있다. 대항공기전 역할에는 스팅어나 미스트랄 미사일을 휴대할 수 있다. A129는 주야간 전천후 전투 능력을 제공하기 위해 자동항법장치와 야간관찰시스템을 갖추고 있다.

### T129 ATAK
터키의 TAI가 A129 망구스타를 합작개발 형식으로에서 다시 개발하는 사업이다, 2009년 9월 28일 초도비행 성공.
터키는 한국이 T-129를 수입하면, KFX를 사주겠다는 제안을 했다.

## 운용국가
이탈리아
- 이탈리아 육군 - 현재 60대 운영중

 튀르키예
- 터키 육군 - 총 51(+40대 옵션)대가 튀르키예에서 생산예정(에루드완정권의 반미정책으로 미국동맹국들로부터의 지원중단발생,현재는 생산중단상태임)

## 제원

### A129 기본형
일반특징
- 승무원: 2명 (조종사와 무기관제사)
- 길이: 12.28 m (40 ft 3 in)
- 날개 지름: 11.90 m (39 ft 1 in)
- 높이: 3.35 m (11 ft 0 in)
- 원반 면적: 444.9 m² (4,789 ft²)
- 공허 중량: 2,530 kg (5,575 lb)
- 최대 이륙 중량: 4,600 kg (10,140 lb)
- 엔진: 2× 롤스로이스 Gem 2-1004D (피아지오 면허생산) 터보샤프트, 각각 664 kW (890 shp)
- 추진기: 4엽 회전익

성능
- 최고 속력: 278 km/h (148 knots, 170 mph)
- 순항 속력: 229 km/h (135 knots, 155 mph)
- 작전 반경: 510 km (275 nm, 320 mi)
- 항속 거리: 1,000 km (540 nm, 620 mi)
- 상승 고도: 4,725 m (15,500 ft)
- 상승률: 10.2 m/s (2,025 ft/min)

무장
- 총: 1× 20 mm (0.787 in) 3포신 개틀링포 (500발) (CBT버전만)
- 로켓: 4 pods with
  - 38× 81 mm (3.19 in) 비유도 로켓 또는
  - 76× 70 mm (2.75 in) 비유도 로켓 또는
  - 12.7 mm 기관총
- 미사일:
  - 8× AGM-114 헬파이어 또는 BGM-71 토우 대전차 미사일
  - 4-8× AIM-92 스팅어 또는 미스트랄 대공 미사일

### A129 인터내셔널
일반특징
- 승무원: 2명 (조종사와 무기관제사)
- 길이: 12.62 m (41 ft 5 in)
- 날개 지름: 11.90 m (39 ft 1 in)
- 높이: 3.35 m (11 ft 0 in)
- 원반 면적: 444.9 m² (4,789 ft²)
- 공허 중량: 2,530 kg (5,580 lb)
- 최대 이륙 중량: 5,100 kg (11,245 lb)
- 엔진: 2× LHTEC T800-LHT-800 터보샤프트, 각각 1,024 kW (1,373 shp)
- 추진기: 5엽 회전익

성능
- 최고 속력: 294 km/h (160 knots, 184 mph)
- 순항 속력: 269 km/h (145 knots, 167 mph)
- 작전 반경: 561 km (303 nm, 341 mi)
- 항속 거리: 1,000 km (540 nm, 620 mi)
- 상승 고도: 6,096 m (20,000 ft)
- 상승률: 13.97 m/s (2,750 ft/min)

무장
- 총: 1× 20 mm (0.787 in) 3포신 개틀링포 (500 발)
- 로켓: 4 pods with
  - 38× 81 mm (3.19 in) 비유도 로켓 또는
  - 76× 70 mm (2.75 in) 비유도 로켓 또는
  - 12.7 mm 기관총
- 미사일:
  - 8× AGM-114 헬파이어, BGM-71 토우, 히드라 70, 스파이크-ER 대전차 미사일과 Sura D/Snora.
  - 4-8× AIM-92 스팅어 또는 미스트랄 또는 AIM-9 사이드와인더 대항공기 미사일

## 같이 보기
- AH-1 코브라
- AH-64 아파치
- AH-2 루이발크
- 유로콥터 타이거
- 카모프 Ka-50/Ka-52
- 밀 Mi-28
- 공격헬기